# Sanremo-Festival 1966
Die 16. Ausgabe des Festival della Canzone Italiana di Sanremo fand 1966 vom 27. bis 29. Januar im städtischen Kasino in Sanremo statt und wurde von Mike Bongiorno zusammen mit Paola Penni und Carla M. Puccini moderiert.

## Ablauf

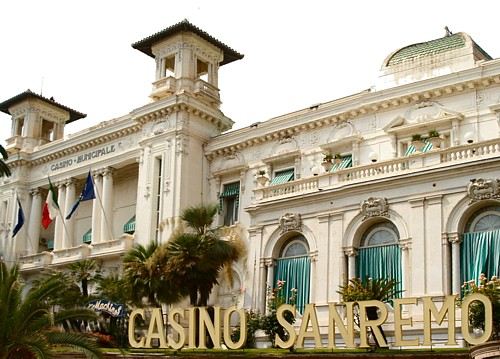
Das städtische Kasino, Veranstaltungsort des Sanremo-Festivals

In diesem Jahr wurden zwei Lieder mehr als in den Vorjahren zugelassen, es wurden also an den ersten beiden Abenden je 13 Lieder präsentiert. Je sechs schafften es ins Finale, zusätzlich wurden zwei von einer eigenen Jury „zurückgeholt“, sodass am letzten Abend ganze 14 Lieder um den Sieg konkurrierten. Ein internationaler Partner war nicht mehr verpflichtend, wodurch wieder mehr italienische Teilnehmer im Wettbewerb waren. Unter den 21 Dirigenten des Orchesters debütierten Detto Mariano und Nello Ciangherotti. Die Organisation verblieb bei Gianni Ravera, die Moderation bei Mike Bongiorno.
Viel Aufmerksamkeit auf sich zog im Teilnehmerfeld die Kombination Domenico Modugno und Gigliola Cinquetti, schließlich hatte Modugno den Sieg Cinquettis 1964 noch scharf kritisiert; doch die nun volljährige Sängerin konnte sich neu präsentieren. Weitere interessante Zusammenstellungen dieses Jahres waren Claudio Villa und Pino Donaggio sowie Ornella Vanoni und Orietta Berti. Adriano Celentano kehrte nach fünf Jahren zum Festival zurück und auch Bobby Solo konnte trotz Widerstand vonseiten der RAI erneut teilnehmen. Neu dabei war der junge Lucio Dalla. Aus dem Ausland nahmen unter anderem die Band The Yardbirds und der Sänger Pat Boone teil. Spürbar war der Einfluss der von der Beatlemania ausgelösten Beatwelle, auf der Gruppen wie Equipe 84 oder I Ribelli nach Sanremo kamen.
Große Entdeckung 1966 war die 19-jährige Caterina Caselli, die mit Nessuno mi può giudicare und ihrem Auftreten überzeugen konnte. Weitere Favoriten waren Sergio Endrigo mit Adesso sì und Iva Zanicchi mit La notte dell’addio. Stars wie Celentano, Solo oder Gino Paoli sowie die modernen Beatgruppen fielen bei den Jurys hingegen durch. Im Finale kam es zu einem Aufruhr, als I Ribelli (ihr Entdecker Celentano war im Publikum anwesend) sich von Fans feiern ließen und die Bühne nicht mehr verlassen wollten; um Iva Zanicchis folgenden Auftritt zu ermöglichen, mussten die Veranstalter die Polizei einsetzen. Dies sorgte für Empörung bei den Anwesenden des Clan Celentano und aufgrund der wütenden Proteste musste die Fernsehübertragung unterbrochen werden. Vier Personen (darunter Miki Del Prete) wurden anschließend wegen Bedrohung eines Amtsträgers angezeigt.
Mit dem Sieg von Dio, come ti amo endete das Festival 1966, allerdings erwies sich Casellis Nessuno mi può giudicare als erfolgreichster Wettbewerbsbeitrag des Jahres.

## Teilnehmende Beiträge
| Platzierung | Interpret                             | Lied                            | Autoren                                                      |
| ----------- | ------------------------------------- | ------------------------------- | ------------------------------------------------------------ |
| 1           | Domenico Modugno / Gigliola Cinquetti | Dio, come ti amo                | Domenico Modugno                                             |
| 2           | Caterina Caselli / Gene Pitney        | Nessuno mi può giudicare        | Daniele Pace, Mario Panzeri, Luciano Beretta, Miki Del Prete |
| 3           | Wilma Goich / Les Surfs               | In un fiore                     | Carlo Donida, Mogol                                          |
| 4           | Claudio Villa / Pino Donaggio         | Una casa in cima al mondo       | Pino Donaggio, Vito Pallavicini                              |
| 5           | Anna Identici / New Christy Minstrels | Una rosa da Vienna              | Gianluigi Guarnieri, Bruno Lauzi                             |
| 6           | Orietta Berti / Ornella Vanoni        | Io ti darò di più               | Memo Remigi, Alberto Testa                                   |
| 6           | Giorgio Gaber / Pat Boone             | Mai, mai, mai, Valentina        | Gene Colonnello, Alberto Testa                               |
| 8           | Edoardo Vianello / Françoise Hardy    | Parlami di te                   | Edoardo Vianello, Vito Pallavicini                           |
| 9           | Peppino Gagliardi / Pat Boone         | Se tu non fossi qui             | Carlo Alberto Rossi, Marisa Terzi                            |
| 10          | Milva / Richard Anthony               | Nessuno di voi                  | Gorni Kramer, Vito Pallavicini                               |
| 11          | Sergio Endrigo / Chad & Jeremy        | Adesso sì                       | Sergio Endrigo                                               |
| 12          | Remo Germani / Les Surfs              | Così come viene                 | Ezio Leoni, Vito Pallavicini                                 |
| 13          | Iva Zanicchi / Vic Dana               | La notte dell’addio             | Arrigo Amadesi, Giuseppe Diverio, Memo Remigi, Alberto Testa |
| 14          | I Ribelli / New Christy Minstrels     | A la buena de Dios              | Walter Malgoni, Bruno Pallesi                                |
|             | Gino Paoli / Ricardo                  | La carta vincente               | Gino Paoli                                                   |
|             | Gino / Luciana Turina                 | Dipendesse da me                | Vito Pallavicini, Iller Pattacini                            |
|             | Equipe 84 / Renegades                 | Un giorno tu mi cercherai       | Pantros, Franco Campanino                                    |
|             | Franco Tozzi / Bobby Vinton           | Io non posso crederti           | Gianni Marchetti, Gianni Sanjust                             |
|             | Anna Marchetti / Plinio Maggi         | Io ti amo                       | Gianni Fallabrino, Plinio Maggi                              |
|             | Nicola Di Bari / Gene Pitney          | Lei mi aspetta                  | Vito Pallavicini, Alberto Baldan Bembo                       |
|             | Lucio Dalla / The Yardbirds           | Pafff… bum                      | Sergio Bardotti, Gian Franco Reverberi                       |
|             | Giuseppe Di Stefano / P. J. Proby     | Per questo voglio te            | Mogol, Mansueto Deponti                                      |
|             | Luciano Tomei / Los Paraguayos        | Quando vado sulla riva          | Franco Maresca, Mario Pagano                                 |
|             | Bobby Solo / The Yardbirds            | Questa volta                    | Mogol, Roberto Satti                                         |
|             | Adriano Celentano / Trio del Clan     | Il ragazzo della via Gluck      | Luciano Beretta, Miki Del Prete, Adriano Celentano           |
|             | Paola Bertoni / John Foster           | Se questo ballo non finisse mai | Vito Pallavicini, Gino Mescoli                               |

## Erfolge
Neun Finalbeiträge schafften es in die Top 15 der Charts, davon sechs in beiden Versionen. Nessuno mi può giudicare stand auch in beiden Versionen auf Platz eins, Dio, come ti amo lediglich in der Version von Modugno. Von den nicht für das Finale qualifizierten Liedern gelang immerhin zweien der Charteinstieg: Questa volta von Bobby Solo und Il ragazzo della via Gluck von Adriano Celentano.
Modugno trat mit seinem Siegerlied auch beim Eurovision Song Contest 1966 in Luxemburg an (es war seine dritte ESC-Teilnahme), erreichte dort jedoch mit 0 Punkten den letzten Platz.

| Jahr | Titel                      | Höchstplatzierung, Gesamtwochen, AuszeichnungChartsChartplatzierungen (Jahr, Titel, Platzierungen, Wochen, Auszeichnungen, Anmerkungen) | Anmerkungen                          |
| Jahr | Titel                      | IT | Anmerkungen                          |
| --- | -------------------------- | --- | ------------------------------------ |
| 1966 | Nessuno mi può giudicare   | IT1 (16 Wo.)IT | Version von Caterina Caselli         |
| 1966 | Nessuno mi può giudicare   | IT1 (13 Wo.)IT | Version von Gene Pitney              |
| 1966 | Dio come ti amo            | IT1 (11 Wo.)IT | Version von Domenico Modugno Platz 1 |
| 1966 | Il ragazzo della via Gluck | IT2 (18 Wo.)IT | Version von Adriano Celentano        |
| 1966 | In un fiore                | IT4 (14 Wo.)IT | Version von Wilma Goich              |
| 1966 | Mai, mai, mai Valentina    | IT4 (10 Wo.)IT | Version von Pat Boone                |
| 1966 | In un fiore                | IT4 (9 Wo.)IT | Version von Les Surfs                |
| 1966 | Dio come ti amo            | IT5 (9 Wo.)IT | Version von Gigliola Cinquetti       |
| 1966 | Io ti darò di più          | IT6 (7 Wo.)IT | Version von Ornella Vanoni           |
| 1966 | Mai, mai, mai Valentina    | IT8 (2 Wo.)IT | Version von Giorgio Gaber            |
| 1966 | Così come viene            | IT9 (7 Wo.)IT | Version von Remo Germani             |
| 1966 | Adesso sì                  | IT10 (8 Wo.)IT | Version von Sergio Endrigo           |
| 1966 | Così come viene            | IT10 (3 Wo.)IT | Version von Les Surfs                |
| 1966 | Questa volta               | IT11 (3 Wo.)IT | Version von Bobby Solo               |
| 1966 | Una casa in cima al mondo  | IT11 (2 Wo.)IT | Version von Pino Donaggio            |
| 1966 | Se tu non fossi qui        | IT12 (1 Wo.)IT | Version von Pat Boone                |
| 1966 | Una casa in cima al mondo  | IT13 (2 Wo.)IT | Version von Claudio Villa            |
| Una casa in cima al mondo von Donaggio/Villa gelangte auch in einer dritten Version, nämlich von Mina, gleichzeitig in die Charts: |                            | |                                      |
| |                            | |                                      |
| 1966 | Una casa in cima al mondo  | IT8 (11 Wo.)IT | Version von Mina                     |

## Belege
1. ↑  Eddy Anselmi: Il Festival di Sanremo: 70 anni di storie, canzoni, cantanti e serate. DeAgostini, Mailand 2020, ISBN 978-88-511-7661-7, S. 123.
2. ↑  M&D-Chartarchiv. Musica e dischi, abgerufen am 12. Oktober 2016 (italienisch, kostenpflichtiger Abonnement-Zugang).